# 12131 Echternach
12131 Echternach là một tiểu hành tinh vành đai chính với chu kỳ quỹ đạo là 1808.5777224 ngày (4.95 năm).
Nó được phát hiện ngày 24 tháng 9 năm 1960.